# Mirko Signorile
Mirko Signorile (Bari, 3 febbraio 1974) è un pianista e compositore italiano.

## Biografia
Mirko Signorile è un pianista pugliese da anni attivo sulla scena jazz nazionale sia come leader di progetti a suo nome che come accompagnatore.
Nel corso degli anni si è esibito, fra gli altri, con Dave Liebman, Greg Osby, Cuong Vu, Enrico Rava, Paolo Fresu, David Binney, Gianluca Petrella, Fabrizio Bosso, Gaetano Partipilo, Roberto Ottaviano, Davide Viterbo, Marco Messina.
La sua attività di musicista abbraccia anche altre arti come il cinema, il teatro e la danza contemporanea.
Ha al suo attivo sette album: "In full life" (Soul Note, 2003), "The Magic Circle" (Soul Note, 2005), "Clessidra" (Emarcy/Universal, 2009) votato da ArgoJazz "miglior album dell'anno" portando al conferimento del prestigioso Italian Jazz Awards 2010 nella sezione "Best Jazz Act"; nel 2009 e nel 2012 ha registrato con la cantante Giovanna Carone "Betàm Soul" e "Far Libe", due produzioni discografiche Digressione Music dedicate alla musica in lingua yiddish; per l'etichetta Auand "piano series" sono stati pubblicati gli album: "Magnolia" il 30 novembre 2012 e "Soundtrack Cinema" il 21 marzo 2015, presentato il giorno precedente con un concerto presso il Teatro Forma di Bari.
Attualmente affianca Eugenio Finardi insieme al sassofonista Raffaele Casarano. Il trio ha pubblicato l'album Euphonia Suite nel 2022, supportato da un tour in tutta Italia.

## Discografia
- 1998 – Ecco - con il Quartetto Moderno (Schema Records)
- 2003 – In full life (Soul Note)
- 2004 – Live In Clusone - con Gaetano Partipilo e Giovanni Falzone (Soul Note)
- 2005 – The Magic Circle - con il SynerJazz Trio (Soul Note)
- 2009 – Clessidra (Emarcy/Universal)
- 2010 – Betàm Soul - con Giovanna Carone (Digressione Music)
- 2010 – SynerJazz Trio - con il SynerJazz Trio (Stradivarius)
- 2012 – Far Libe - con Giovanna Carone (Digressione Music)
- 2012 – Magnolia (Auand)
- 2012 - From the heel - con Puglia Jazz Factory (Parco della musica Records)
- 2014 - Mirazh - con Giovanna Carone (Digressione Music)
- 2015 - Soundtrack Cinema (Auand)
- 2015 - Waiting for you (Auand)
- 2015 - African way - con Puglia Jazz Factory (Parco della musica Records)
- 2016 - Open your sky - con il Mirko Signorile Quartet (Parco della musica Records)
- 2022- Euphonia Suite- con Eugenio Finardi e Raffaele Casarano